# Centralny Urząd Gospodarki Materiałowej
Centralny Urząd Gospodarki Materiałowej – jednostka organizacyjna rządu istniejąca w latach 1952–1954, mająca na celu regulowanie właściwego stosowania i zużycia materiałów oraz ich obrotu i składowania

## Powołanie urzędu
Na podstawie dekretu z 1952 r. o Centralnym Urzędzie Gospodarki Materiałowej powołano nowy urząd. Urząd podlegał Przewodniczącemu Państwowej Komisji Planowania Gospodarczego.

## Zakres działania urzędu
Do zakresu działania urzędu należały sprawy:
- ustalania zasad właściwego stosowania i wykorzystania surowców i innych materiałów, paliwa, narzędzi i artykułów technicznych, zwanych w dalszym ciągu materiałami,
- normowania zużycia i zapasów materiałów,
- organizacji obrotu materiałami,
- organizacji składowania materiałów,
- inspekcji gospodarki materiałowej,
- inne czynności zlecone przez Przewodniczącego Państwowej Komisji Planowania Gospodarczego w zakresie gospodarki materiałowej, a w szczególności rozdzielnictwo materiałów.

## Kierowanie urzędem
Na czele urzędu stał Prezes, którego powoływał i odwoływał Prezes Rady Ministrów na wniosek Przewodniczącego Państwowej Komisji Planowania Gospodarczego.
Prezesa Urzędu zastępował wiceprezes, którego powoływał i odwoływał Przewodniczący Państwowej Komisji Planowania Gospodarczego.

## Skład urzędu
W skład Urzędu wchodziła Państwowa Inspekcja Gospodarki Materiałowej.
Organami terenowymi Państwowej Inspekcji Gospodarki Materiałowej były delegatury okręgowe.
Delegatury okręgowe tworzył Przewodniczący Państwowej Komisji Planowania Gospodarczego, który określał ich organizację i zakres działania.

## Zadania Państwowej Inspekcji Gospodarki Materiałowej
Do zadań Państwowej Inspekcji Gospodarki Materiałowej należało wykonywanie w stosunku do urzędów i instytucji państwowych oraz jednostek gospodarki uspołecznionej kontroli:
- właściwego stosowania i zużycia materiałów oraz przestrzegania ustalonych norm zużycia i zapasów,
- celowości i prawidłowości zgłoszonego zapotrzebowania materiałowego,
- obrotu materiałami,
- składowania materiałów,
- upłynnienia nadwyżek materiałowych,
- wykonywania innych czynności z zakresu gospodarki materiałowej w zakresie zleconym przez Przewodniczącego Państwowej Komisji Planowania Gospodarczego.

Przy Prezesie Urzędu jako jego organ opiniodawczy działała Komisja Norm Zużycia i Zapasów. Skład i organizację Komisji oraz jej zakres działania określał Przewodniczący Państwowej Komisji Planowania Gospodarczego.

## Zniesienie urzędu
Na podstawie dekretu z 1954 r. o zniesieniu Centralnego Urzędu Gospodarki Materiałowej zlikwidowano urząd.